# Boriwśka Andrijiwka
Boriwśka Andrijiwka (ukr. Борівська Андріївка) – wieś na Ukrainie, w obwodzie charkowskim, w rejonie iziumskim. W 2001 liczyła 173 mieszkańców, spośród których 168 posługiwało się językiem ukraińskim, a 5 rosyjskim.